# Interferony

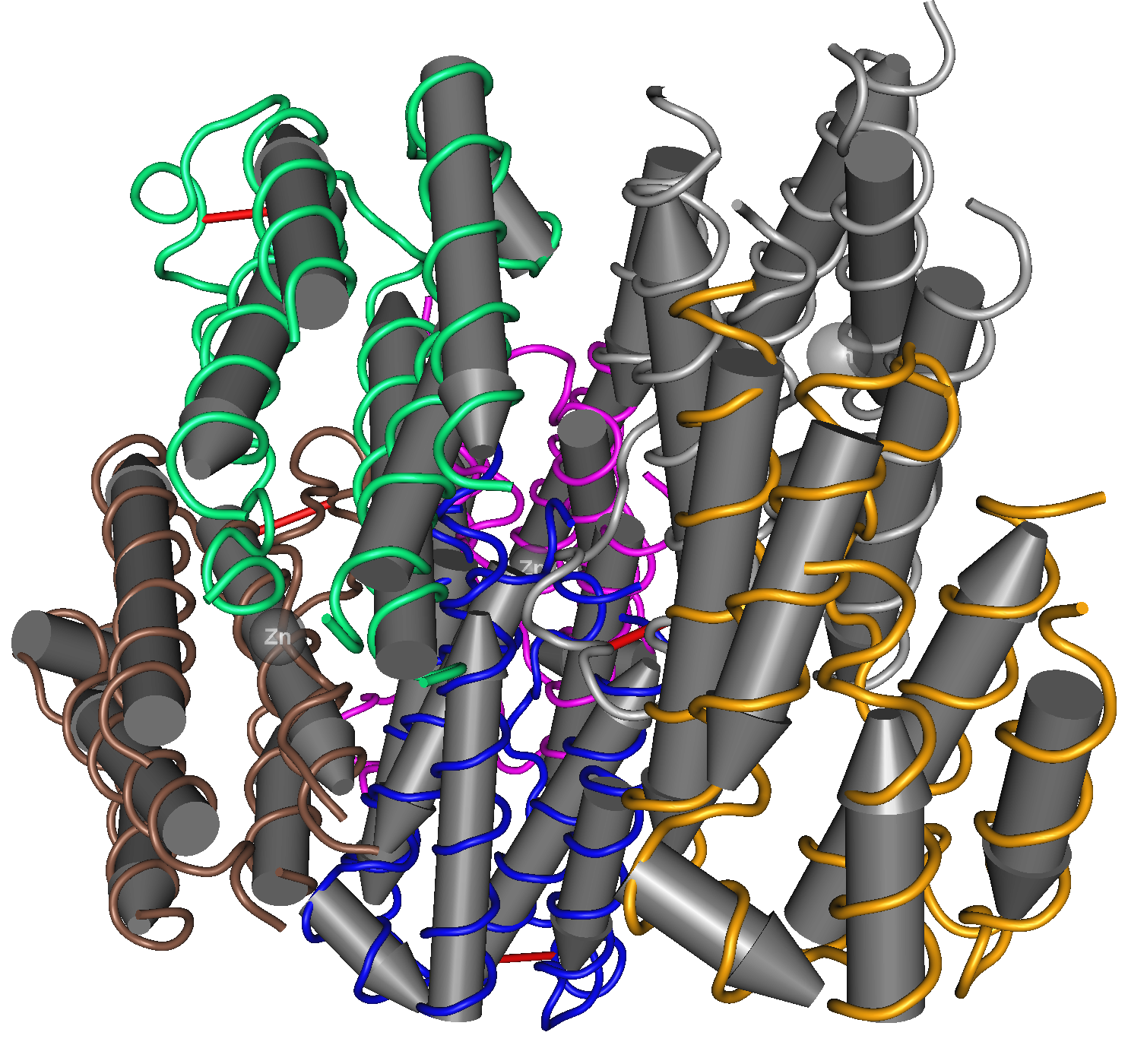
Model struktury 3D interferonu α

Interferony (IFNs) – ogólna nazwa grupy białek wytwarzanych i uwalnianych przez komórki ciała jako odpowiedź na obecność patogenów (np. wirusy, bakterie, pasożyty, jak również komórki nowotworowe) wewnątrz organizmu. Interferony zapewniają komunikację pomiędzy komórkami ciała poprzez uruchomienie mechanizmów obronnych układu immunologicznego w celu zwalczenia patogenów.
Interferony należą do dużej grupy cytokin należących do glikoprotein. Nazwę swoją zawdzięczają one możliwości ingerencji (ang. interfere) w proces replikacji wirusów wewnątrz komórek organizmu. Białka te mają też inne funkcje:
- aktywują komórki układu immunologicznego (komórki NK oraz makrofagi),
- zwiększają szybkość rozpoznania infekcji poprzez regulowanie prezentacji antygenu limfocytom T,
- wzmacniają odporność zdrowych komórek na zainfekowanie wirusem,
- hamują namnażanie się wirusów poprzez hamowanie syntezy ich białek.

Niektóre objawy chorobowe, jak bóle mięśni czy gorączka, są spowodowane produkcją interferonów podczas infekcji.
Dotychczas odkryto 10 rodzajów interferonu występujących u ssaków, z czego 7 z nich u ludzi. Interferony dzieli się na trzy grupy: Typ I, II oraz III. Interferony należące do wszystkich grup są niezbędne do zwalczania infekcji wirusowych.

## Podział interferonów
Ludzkie interferony zostały podzielone na 3 grupy w zależności od tego, na które receptory oddziałują.
- Interferony typu I – wszystkie interferony z tej grupy działają na zespół receptorów na powierzchni komórki, zwanym receptorem IFN-α (IFNAR)[1]. Interferony z tej grupy wydzielane w ludzkim organizmie to:
  - IFN-α: produkowany przez leukocyty – stosowany lek antywirusowy i przeciwnowotworowy
  - IFN-β: produkowany przez fibroblasty – potencjalny lek przeciw stwardnieniu rozsianemu
  - IFN-κ: produkowany przez keratynocyty
  - IFN-λ: produkowany przez leukocyty
  - IFN-ω: produkowany przez leukocyty[2]
- Interferony typu II – jedynym przedstawicielem tej grupy jest:
  - IFN-γ – obok pewnych właściwości przeciwwirusowych odgrywa zasadniczą rolę jako mediator odpowiedzi odpornościowej[3]. Jest to cytokina, który najsilniej aktywuje makrofagi[4].
- Interferony typu III – działają na receptory IL10R2 (zwany również 'CRF2-4') oraz IFNLR1 (zwanym również 'CRF2-12'). Odrębność tego typu nie jest tak oczywista jak dwóch poprzednich. Na obecną chwilę typ ten nie jest ujęty w Medical Subject Headings[5].

## Działanie
Wszystkie interferony mają podobne działanie: są środkami antywirusowymi oraz mogą zwalczać zmiany nowotworowe.
Kiedy umiera komórka zainfekowana wirusem litycznym, uwalniane zostają nowe kopie wirusa, które atakują zdrowe komórki znajdujące się w pobliżu. Czasem jednak zakażona komórka ostrzega sąsiednie o obecności wirusa poprzez wydzielenie interferonu. Sąsiadujące komórki w odpowiedzi na obecność interferonu produkują duże ilości enzymu – kinazy białkowej R (PKR). Enzym ten fosforyluje białko eIF2. Skutkuje to ograniczeniem syntezy białek wewnątrz komórki. Ponadto PKR aktywuje również inny enzym RNAzę L, który niszczy RNA wewnątrz komórki, aby zapobiec ewentualnej syntezie białek przez wirusa. W praktyce wstrzymana synteza białek wyniszcza zarówno wirusa, jak i zainfekowane komórki. Dodatkowo interferony zapoczątkowują produkcję setek innych białek odgrywających ważną rolę w walce organizmu z wirusem, zwanych ogólnie ISG (z ang. interferon-stimulated genes).
Enzymy te hamują rozprzestrzenianie się wirusów poprzez zwiększenie aktywności białka p53, które zabija zainfekowane komórki zapoczątkowując mechanizm apoptozy, poprzez zwiększenie aktywności proteasomu oraz za pomocą MHC. Podwyższony poziom MHC I zwiększa wykrywalność wirusowych białek przez cytotoksyczne limfocyty T oraz komórki NK, a proteasomy przyspieszają tę reakcję. Natomiast podwyższony poziom MHC II wpływa na wykrywanie wirusowych białek przez limfocyty Th, które z kolei uwalniają cytokiny (np. interleukiny lub dodatkowe ilości interferonu), co pobudza do działania inne komórki odpornościowe.
Białko p53 działa również ochronnie przed niektórymi nowotworami.
Interferony takie jak IFN-γ pobudzają bezpośrednio komórki układu immunologicznego, jak makrofagi oraz komórki NK.
Interferony mogą również spowodować reakcję zapalną języka, co skutkuje zaburzeniami smaku, a nawet całkowitą śmiercią kubków smakowych.

## Historia
W 1957 r. dwóch naukowców Brytyjczyk Alick Isaacs i Szwajcar Jean Lindenmann
prowadząc badania nad zjawiskiem interferencji wirusowej w National Institute
for Medical Research w Londynie, odkryli substancję wytwarzaną przez komórki łożyska kurzych embrionów po ekspozycji na unieczynniony wirus grypy
.
Ta substancja przeciwdziałała rozwojowi i rozprzestrzenianiu się infekcji
wirusowej w organizmie przy ponownym kontakcie z wirusem. Badacze nadali temu
przeciwwirusowemu czynnikowi nazwę interferon od angielskiego czasownika interfere, co znaczy „przeciwdziałać”.